# Cynometra schlechteri
Cynometra schlechteri är en ärtväxtart som beskrevs av Hermann August Theodor Harms. Cynometra schlechteri ingår i släktet Cynometra, och familjen ärtväxter. Inga underarter finns listade i Catalogue of Life.